# Tammerfors fångläger

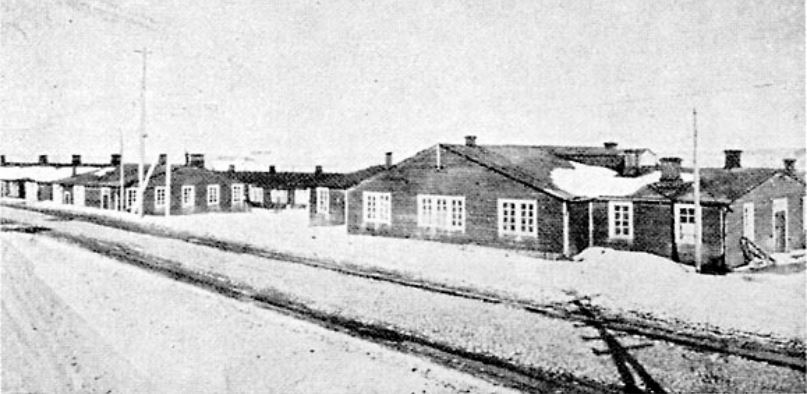
Barackerna i Tammerfors fångläger.

Tammerfors fångläger, även Kalevankangas fångläger, var ett fängelseläger efter finska inbördeskriget i Kalevankangas i Tammerfors 1918, som hade över 10 000 fångar från Röda gardet. Det har också kallats det första koncentrationslägret i Finland. 

## Lägrets etablering och villkor
Kalevankangas fångläger uppstod efter slaget om Tammerfors, som slutade den 6 april 1918, när de vita erövrarna av staden tog cirka 11 000 röda tillfånga. De allra flesta av dem placerades i de gamla tidigare ryska armékasernerna i Kalevankangas. Området omgavs av taggtråd och maskingevär placerades i hörnen. Fångarna hölls först i fyra byggnader i stadens centrum, inklusive Alexanderskolan och Emil Aaltonens skofabrik, men i maj koncentrerades de i Kalevankangas, med undantag av de röda som placerats i ett nykterhetsrörelsehus.
Stadens samtliga advokater beordrades till förhör av fångarna och i slutet av 6 maj hade 6 000 förhör genomförts. Oskäligen tillfångatagna släpptes. Lägret höll cirka 10 000 fångar under undermåliga förhållanden. De var undernärda och epidemier kunde spridas lätt. Svälten i lägret förvärrades av det faktum att anhöriga inte kunde lämna mat till fångarna förrän i början av augusti. 

## Antal dödsfall och avrättningar
I mitten av september hade 878 röda fångar dött i lägret. Sammanlagt fram till början av 1919 dog 1 228 fångar av avrättningar, svält och epidemier i lägret enligt Tammerforskommendaturens kårkansli. Enligt den finska databasen för krigsmord dog 1 362 personer i Tammerforslägret.
De vita avrättade fler fångar i Kalevankangas än i något annat av Finlands fångläger. Det gjordes vedergällningsavrättningar även om det inte fanns något utbrett våld i Tammerfors under de rödas regim, utom i några få isolerade fall. Domarna som utfördes av  fältdomstolarna var ofta godtyckliga och de tilltalade saknade tillgång till försvarare. Detta på grund av det faktum att den vita armén, vilka upprättat ståndrätterna, inte ville att några civila skulle blanda sig i deras rättsskipning. Tammerforsfånglägret hade också många vakter som begick grymheter, av vilka Sakeus Koivunen, en insjöpråmskeppare från Murole, var särskilt illa beryktad. Han avrättade åtskilliga fångar och Koivunen sköt enligt uppgift till och med en kvinna som hade kommit med mat till sin make. Koivunen hittades senare död i december 1918 under en ladugård nära den nutida Kalevakyrkan. Det är inte känt om han mördades som hämnd för sina handlingar i fånglägret eller om Koivunen hade begått självmord.

## Lägrets sista etapper
Tammerfors fångläger byttes namn i början av oktober 1918 till Tammerfors tvångsarbetsinrättning och de 69 dömda kvinnliga fångarna som hållits där, överfördes samtidigt till Tavastehus fängelse. När de återstående fångarna vid årsskiftet 1918–1919 överfördes till Tavastehus avskaffades Tammerfors tvångsarbetsinrättning. Anläggningens inventarier auktionerades den 25 februari 1919, taggtrådstaketet monterades ner och slutligen stängdes dess kansli den 1 maj 1919.

## Gravar och monument
Tammerfors fångläger låg norr om Kalevantiegatan i det nuvarande Kalevaområdet. De sista ryska armékasernerna revs först efter vinterkriget. Efter fortsättningskrigets slut byggdes bostäder på området för att lindra bostadsbristen, de så kallade "snabbhusen", som revs under 1960-talet när flerfamiljshus uppfördes i den norra delen av området. Platsen för snabbhusen var en äng, där nu Karjalaparken ligger. 
De röda som dog i Tammerfors fångläger begravdes i en massgrav på den närliggande Kalevankangaskyrkogården. Det totala antalet begravda beräknas till cirka 2 700, men vissa källor hävdar upp till 4 000. Förutom de döda i lägret har röda fallna i slaget vid Tammerfors och andra röda som avrättats fått sin sista viloplats där. Kyrkogården har ett minnesmärke av skulptören Jussi Hietanen som avtäcktes 1941. Det finns inget minnesmärke vid platsen för fånglägret.